# (357439) 2004 BL86
(357439) 2004 BL86 ist ein Asteroid von etwa 330 Metern Größe, dessen Bahn ihn am 26. Januar 2015 um 16:20 Uhr UTC bis auf einen Abstand von rund eine Million Kilometer an die Erde heranführte. Er wurde am 30. Januar 2004 im Rahmen eines Projektes zur Himmelsüberwachung (LINEAR) entdeckt.
Der Asteroid hat einen eigenen Mond. Das wurde schon aus früheren optischen Beobachtungsdaten vermutet und anlässlich der Annäherung an die Erde am 26. Januar 2015 durch die Radarbilder des Goldstone-Radioteleskops bei 1,2 Millionen Kilometer Distanz klar dargestellt. Der Monddurchmesser wurde mit 70 Metern bestimmt.
In der Nacht vom 26. auf den 27. Januar 2015 (MEZ) sollte der Asteroid eine scheinbare Helligkeit von 9,0 mag erreichen und zwischen 04:00 und 05:00 Uhr UTC in dieser Helligkeit den Sternhaufen (M44) Praesepe passieren bzw. durchlaufen.